# لوتار برگر
لوتار برگر (به آلمانی: Lothar Berger) (۳۱ دسامبر ۱۹۰۰ - ۵ نوامبر ۱۹۷۱) یک نظامی بلندپایه آلمانی در دوره رایش سوم بود.

## نشان‌ها و جایزه‌ها
- صلیب آهنین (۱۹۱۴)، درجه دو (۲۸ ژوئیه ۱۹۱۸) و درجه یک (۲۴ سپتامبر ۱۹۲۰)
- صلیب شوالیه صلیب آهنین با برگ‌های بلوط
  - صلیب شوالیه (۵ اوت ۱۹۴۰)
  - برگ‌های بلوط (۲۸ مارس ۱۹۴۵)